# Élisabeth de France (1764-1794)
Pour les articles homonymes, voir Élisabeth de France.
Élisabeth Philippe Marie Hélène de France, dite Madame Élisabeth, née le 3 mai 1764 à Versailles et morte guillotinée le 10 mai 1794 à Paris est le huitième et dernier enfant du dauphin Louis et de Marie-Josèphe de Saxe. Sœur du roi Louis XVI, elle lui apporte un soutien indéfectible durant la Révolution française.
Emprisonnée avec la famille royale en 1792 et appelée à comparaître devant le Tribunal révolutionnaire sous la Terreur, elle est condamnée à mort et exécutée. Le processus en vue de sa béatification est en cours.

## Biographie

### Enfance
Née au château de Versailles le jeudi 3 mai 1764, vers une heure du matin, elle est baptisée le jour même dans la chapelle royale par l'archevêque de Reims, Charles Antoine de La Roche-Aymon, en présence de son grand-père le roi Louis XV, de sa grand-mère, la reine Marie Leszczynska, et des membres de la famille royale. Jean-François Allart (1712-1775), curé de l'église Notre-Dame de Versailles, paroisse où est situé le château, rédige l'acte de baptême qui occupe une demi-page du registre et fait signer ses « très hauts et très illustres » paroissiens. L'acte suivant mentionne le baptême d'une pauvre enfant naturelle. Le parrain de la princesse est son oncle par alliance, l'infant Philippe Ier, duc de Parme, Plaisance et Guastalla, représenté par le duc de Berry, Louis Auguste de France (futur Louis XVI), et sa marraine est son arrière-grand-tante Élisabeth Farnèse, princesse de Parme, reine douairière d'Espagne, qui lui donne son prénom et est représentée par Madame, fille aînée du roi.

### Orpheline royale
La naissance de la princesse est, pour la famille royale, le seul rayon de soleil de cette décennie marquée par les deuils et les défaites. Commencée pendant la guerre de Sept Ans qui se termine en 1763 par le désastreux traité de Paris, elle a confronté le roi aux morts prématurées de sa fille aînée, la duchesse de Parme, qui meurt au cours d'un séjour à Versailles, de l'aîné de ses petits-fils, le duc de Bourgogne qui meurt à l'âge de 10 ans en 1761. Le duc de Parme meurt au début de 1765. Le dauphin, père de la petite Élisabeth, meurt de la tuberculose l'année suivant la naissance de sa fille. L'arrière-grand-père de Madame Élisabeth, Stanislas Leszczynski, roi de Pologne détrôné placé sur le trône de Lorraine par son gendre français, meurt accidentellement en février 1766. La Lorraine perd alors son indépendance et devient une province française. La dauphine qui a contracté la maladie de son mari en le soignant meurt à son tour en 1767. Elle laisse cinq enfants survivants dont l'aîné, le futur Louis XVI, a 13 ans. Enfin, la reine Marie Leszczyńska, grand-mère de Madame Élisabeth, meurt en juin 1768.
Élisabeth de France fait donc ses premiers pas au sein d'une famille en deuil. Sa première compagne de jeu est sa sœur de six ans son aînée, Clotilde, que son embonpoint fait méchamment surnommer par la cour « gros-Madame ».

### Éducation princière
Confiée avec sa sœur Madame Clotilde aux soins de la comtesse de Marsan, Madame Élisabeth reçoit une excellente éducation et se passionne pour les sciences.

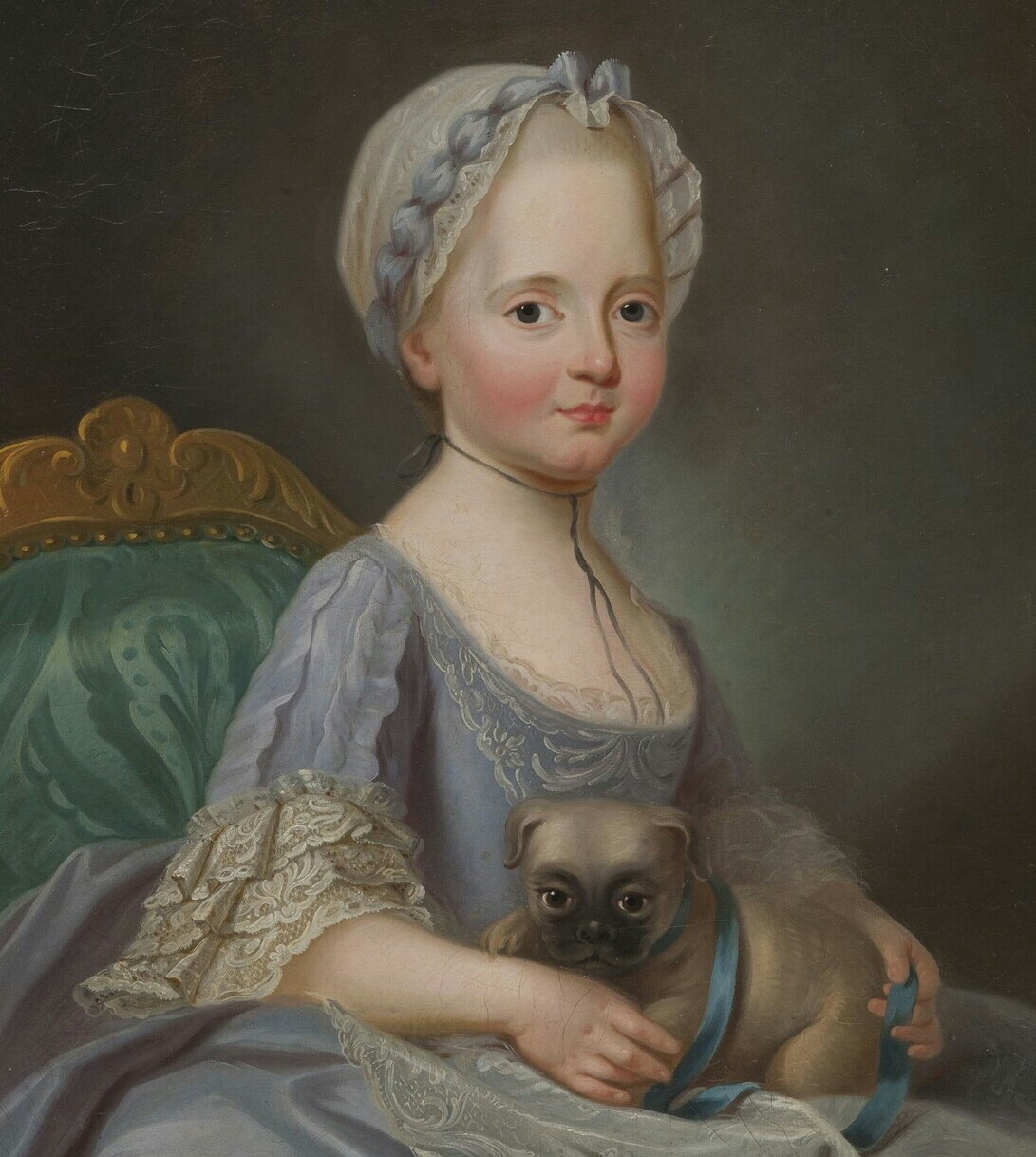
Madame Élisabeth avec son carlin, peinte vers 1770 par Drouais à l'époque du mariage de son frère le dauphin et de l'archiduchesse Marie-Antoinette d'Autriche

Elle a pour maître de mathématiques Antoine-René Mauduit.
Marie-Thérèse de La Ferté-Imbault, fille de Madame Geoffrin, sera sa préceptrice de philosophie et deviendra son amie. Madame de La Ferté-Imbault fournira également à la comtesse de Marsan des textes pour les petites comédies jouées par Madame Élisabeth et Madame Clotilde.
Alors qu’elle est encore enfant, sa gouvernante, la comtesse de Marsan, l’emmène avec sa sœur aînée aux salons de peinture officiels. Par la suite, la princesse montre de réelles dispositions pour le dessin, et le musée de Versailles conserve quelques-unes de ses œuvres.
La princesse apprend à jouer de la harpe mais chante extrêmement faux.
Connue pour sa grande piété, Madame Élisabeth subit l’influence de Mesdames tantes, filles de Louis XV, qui lui avaient inculqué une grande dévotion, sans altérer en elle une certaine liberté d'esprit, y compris à l'occasion dans le domaine de la religion, ce dont témoigne sa correspondance.[réf. nécessaire]
Elle a six ans lorsque son frère Louis-Auguste, devenu dauphin après le décès de son aîné Louis de France, épouse une archiduchesse d'Autriche, Marie-Antoinette.
Cette même année 1770, sa tante "Madame Louise", proche de sa jeune nièce sur laquelle elle a une certaine influence, entre au carmel de Saint-Denis afin de prier pour le salut de son père. Sœur Thérèse de Saint-Augustin y rend le dernier soupir le 23 décembre 1787 après avoir proféré ces paroles stupéfiantes : « Au Paradis ! Vite ! Au grand galop ! ».
Le 10 mai 1774, Louis XV meurt et Louis-Auguste devient roi à l'âge de 19 ans, sous le nom de Louis XVI.
L'éducation de "Madame Élisabeth" est alors confiée à la baronne de Mackau (1723-1801) qui sait conquérir l'affection de la princesse et dont la fille Marie-Angélique de Mackau devient l'amie la plus proche.

### Sœur du roi

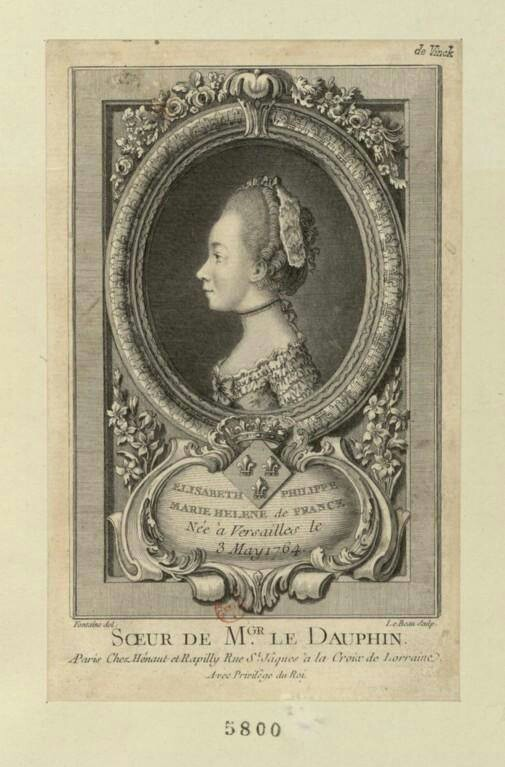
Elisabeth Philippe Marie Helene de France, vers 1775.

Quelques mois plus tard, tandis que la princesse assiste au sacre de son frère, le jeune Louis XVI, en la cathédrale de Reims, sa sœur "Madame Clotilde" est mariée au prince de Piémont. La jeune Élisabeth, à peine âgée de 11 ans, voit avec peine sa sœur, dont elle est très proche, quitter Versailles pour Turin.
L'âge du mariage ou d'un établissement conforme à son rang approche également pour Élisabeth.
Un mariage a été envisagé avec Joseph de Portugal, fils aîné de la reine Marie Ire, mais les négociations ont été interrompues. En 1777, elle est pressentie pour épouser le frère de Marie-Antoinette, l’empereur Joseph II, deux fois veuf, sans enfant et de 23 ans son aîné. Mais, elle obtient de Louis XVI de pouvoir rester à Versailles.
Faute de prince à lui faire épouser, le roi lui propose la charge de coadjutrice de la prestigieuse abbaye de Remiremont en succession de leur tante Christine de Saxe, mais elle refuse de devenir abbesse commendataire. Selon certaines sources, elle aurait préféré les joies de la Cour et la compagnie de son médecin et ami de cœur, le docteur Dacy avec qui elle aurait vécu un amour platonique.
Cependant, en 1779, la princesse, qui a 15 ans, se consacre à Dieu en décidant de ne pas se marier. Cette décision prémonitoire lui permettra plus tard de suivre librement la famille royale dans ses épreuves.
À la même époque, elle obtient l'autorisation d'avoir sa propre maison et des revenus en propre. Avec l'accord du roi, elle nomme immédiatement sa compagne de jeu Marie-Angélique de Mackau comme première dame d'honneur.

### Montreuil

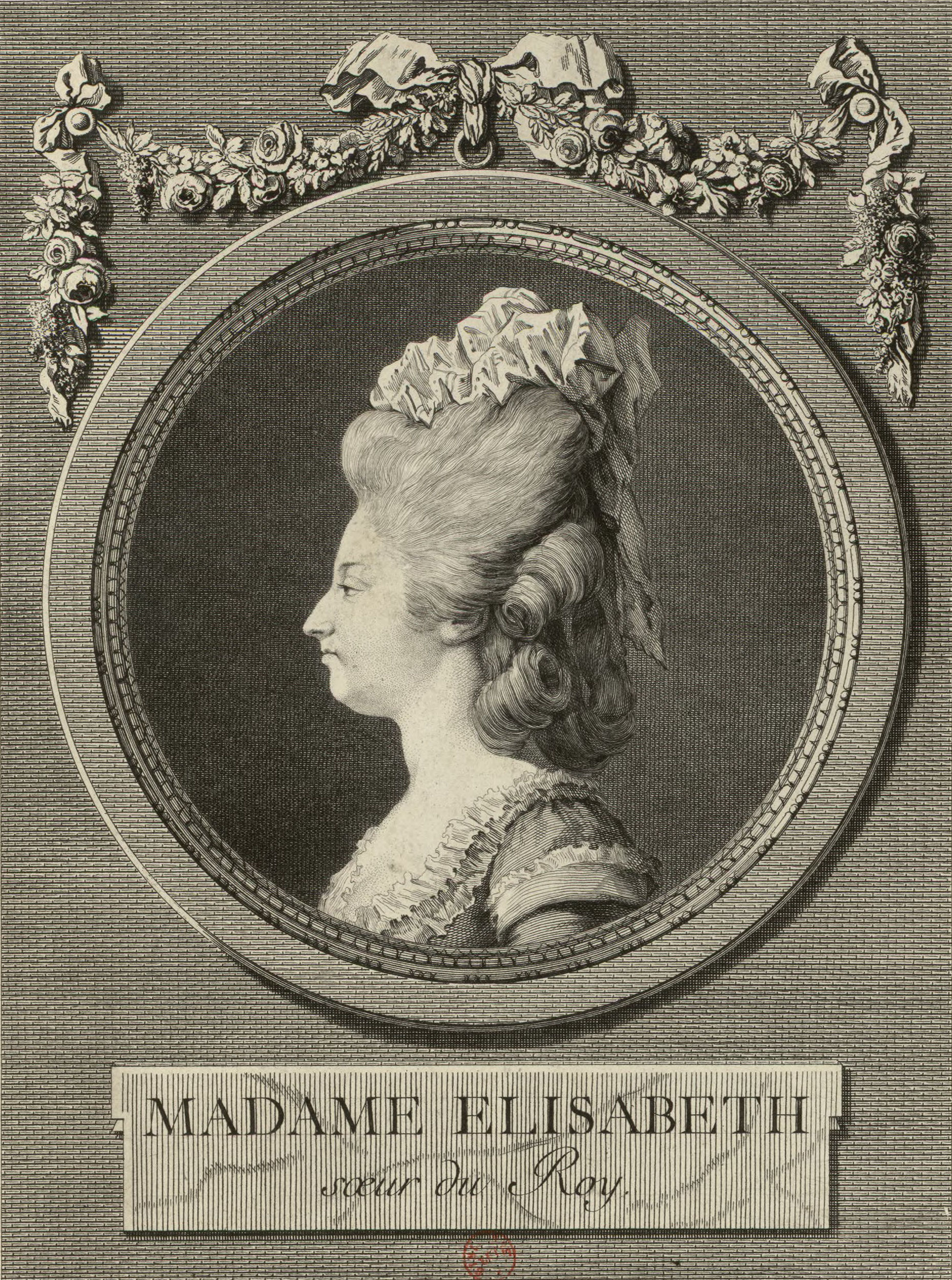
Marie-Louise-Adélaïde Boizot, Portrait de Madame Élisabeth, 1780

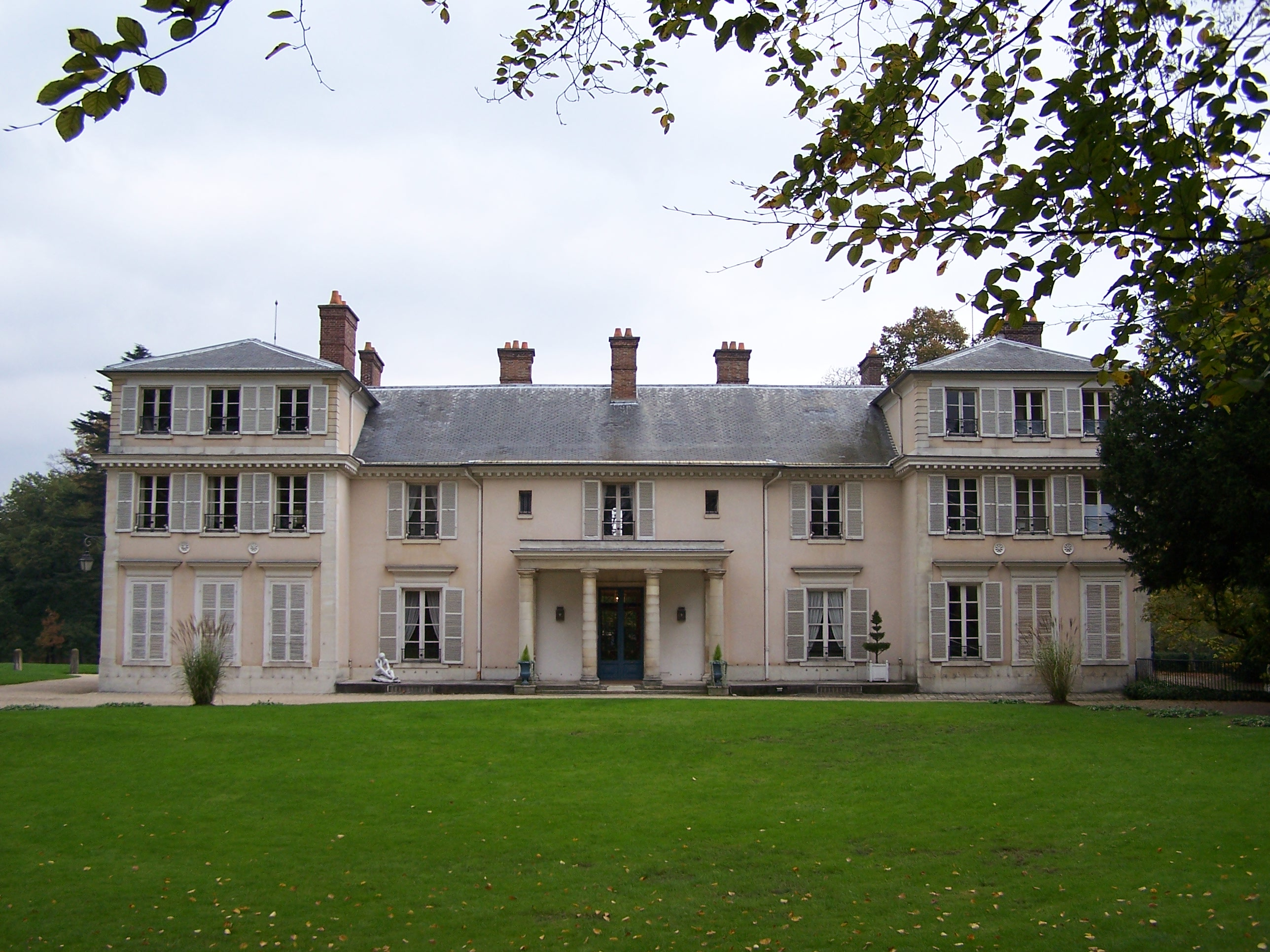
Domaine de Montreuil (Versailles, Yvelines), état actuel

En 1781, à la suite de la faillite retentissante des Guéméné, Louis XVI offre le domaine de Montreuil, racheté aux Rohan-Guéméné et situé non loin du château de Versailles, à sa sœur cadette Élisabeth. C'est Marie-Antoinette qui en fait la surprise à celle-ci. Lui ayant proposé une promenade à Montreuil, où Madame Élisabeth, alors âgée de 19 ans, se souvient d'avoir joué étant enfant, la reine lui annonce : « Vous êtes ici chez vous. C'est votre Trianon. Le roi, qui se fait un plaisir de vous l'offrir, me laisse celui de vous le dire. ». Madame Élisabeth y séjourne jusqu'en 1789.
À Montreuil, la princesse fait venir de Suisse la promise de son vacher qui se morfondait et fait célébrer leur mariage en l'église Saint-Symphorien. C'est l'origine de la fameuse comptine Pauvre Jacques
Favorable à la variolisation qui permet de se prémunir contre la petite vérole, maladie contagieuse mortelle et fréquente, qui touche indifféremment toutes les couches de la population, laissant au mieux d'horribles cicatrices sur le visage, elle fait appeler son médecin, Le Monnier. Celui-ci la trouve entourée de ses dames mais aussi des paysans de ses terres qui peuvent ainsi bénéficier gracieusement des progrès de la médecine dans le dispensaire qu'elle a créé.
Elle se prive également pendant quatre ans des étrennes que le roi lui donne afin qu'une de ses dames de compagnie, mademoiselle de Causans, puisse constituer la dot nécessaire à son mariage avec Anne-Bernard-Antoine, marquis de Raigecourt-Gournay, gentilhomme lorrain dont elle est éprise.

### Révolution

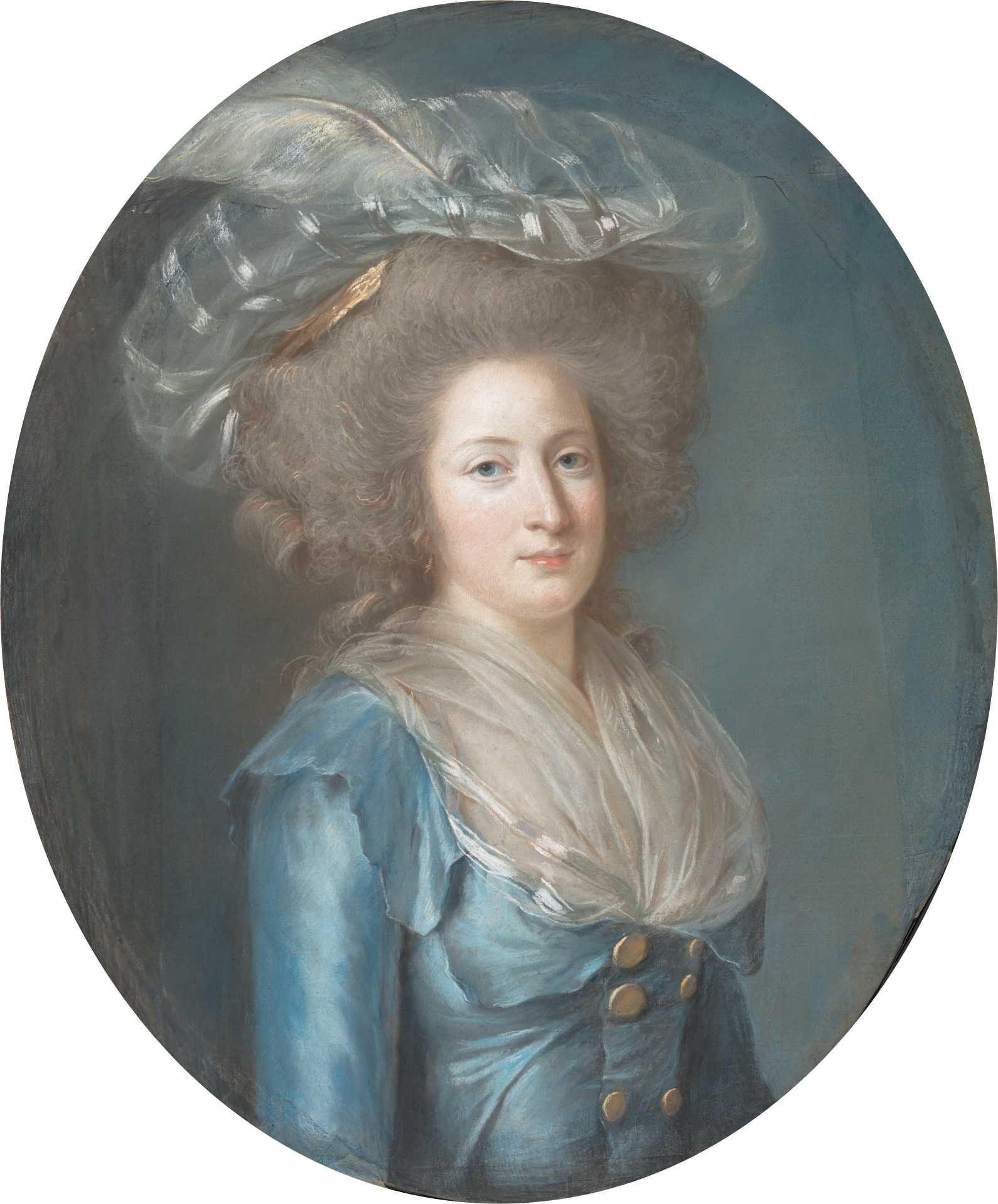
Adélaïde Labille-Guiard, Madame Élisabeth de France, vers 1787

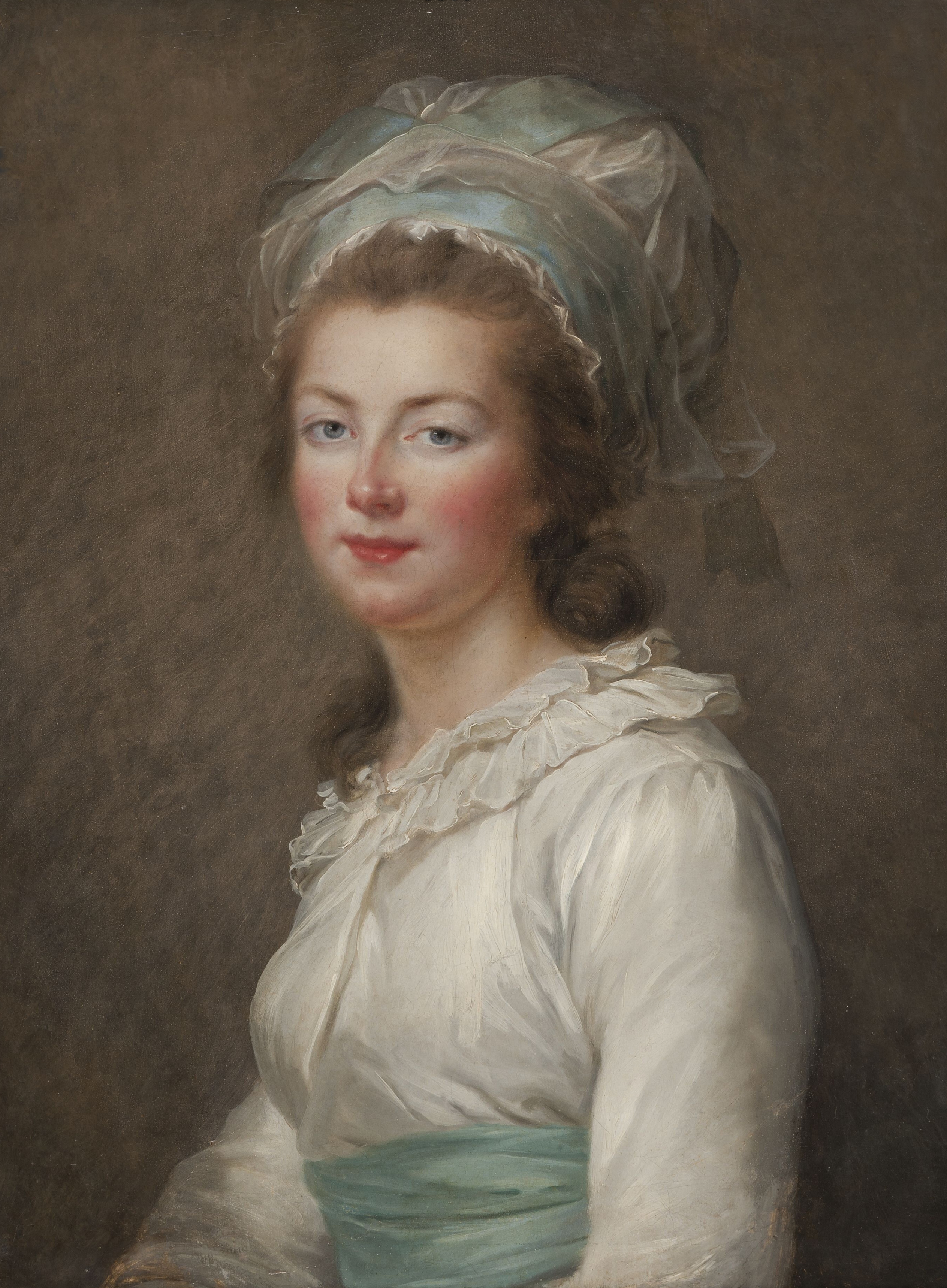
Madame Élisabeth, portrait anonyme tardif, musée du château de Versailles.

Le 3 mai 1789, Madame Élisabeth atteint l'âge de la majorité légale. Le lendemain, elle assiste avec toute la famille royale, en l'église Saint-Louis de Versailles, à la messe solennelle célébrée pour l'ouverture des États généraux.
Le 4 juin 1789, le dauphin s'éteint à l'âge de 7 ans au château de Meudon. Le roi ayant demandé à reculer la date de réception des députés pour se remettre de son deuil, se voit opposer une fin de non-recevoir. Madame Élisabeth se rapproche de la reine, sa belle-sœur, pour soutenir le roi. Le 6 octobre 1789, la famille royale est ramenée de force par le peuple à Paris.
Alors qu’elle aurait pu se retirer avec ses tantes au château de Bellevue près de Meudon, elle choisit de partager le sort de son frère. Elle dispose désormais d’un appartement aux palais des Tuileries, à Paris.
Malgré les apparences, la princesse tenait parfois tête à son frère ou à sa belle-sœur Marie-Antoinette. Leurs affrontements portaient sur des choix de stratégie politique, la princesse adoptant une position ultra, sans la moindre concession aux partisans d’une monarchie constitutionnelle.
Dès 1790, elle soutenait le principe d’une alliance des émigrés avec les puissances étrangères dont elle attendait le salut ce qui, de facto, constitue une trahison du gouvernement de la France de l'époque. Par l’intermédiaire du comte de Virieu, entre autres personnes, elle correspondait régulièrement avec le comte d’Artois, son frère, émigré à Turin puis à Coblence dont elle partageait les idées.
Une de ses lettres au comte d’Artois fut découverte un jour sur un officier qui la transportait, et la missive fut remise pour examen à l’Assemblée Nationale. La princesse Élisabeth disait du roi qu’il se laissait mener par ses ministres vendus à l’assemblée, et qu’il n’y avait rien à espérer sans aide extérieure. Elle recommandait au comte d’Artois d’agir par lui-même, l’engageant à mettre les autres souverains d’Europe dans leurs intérêts, car, disait-elle, Louis XVI est si faible qu’il signerait sa propre condamnation si on l’exigeait de lui.
Elle s’opposa également à la constitution civile du clergé et à toute mesure qui diminuait les prérogatives royales ou celles de l'Église.
En juillet 1790, au sein d’une association qui secourt les pauvres, elle fait vœu de se consacrer au Cœur immaculée de Marie « pour obtenir la conservation de la religion en France ». Pour commémorer ce vœu, elle offre à la cathédrale de Chartres un Cœur de Jésus joint au Cœur de Marie, faits tous les deux en or pur. Ils y sont toujours conservés.
"Mesdames tantes" quittent la France pour les États du pape en 1791 et proposent à leur nièce de les accompagner. "Madame Élisabeth" choisit encore une fois de rester avec le couple royal.
Elle accompagne son frère et sa belle-sœur lors de leur fuite à Varennes avortée vers Montmédy, le 20 juin 1791.
Un an plus tard exactement, les révolutionnaires forcent les portes du palais des Tuileries pour intimider Louis XVI et l’inciter à renoncer à exercer son droit de veto sur diverses mesures préconisées par l’assemblée. Confondue avec la reine, Élisabeth fait face aux émeutiers déchaînés sans les détromper sur son identité.

### Incarcération

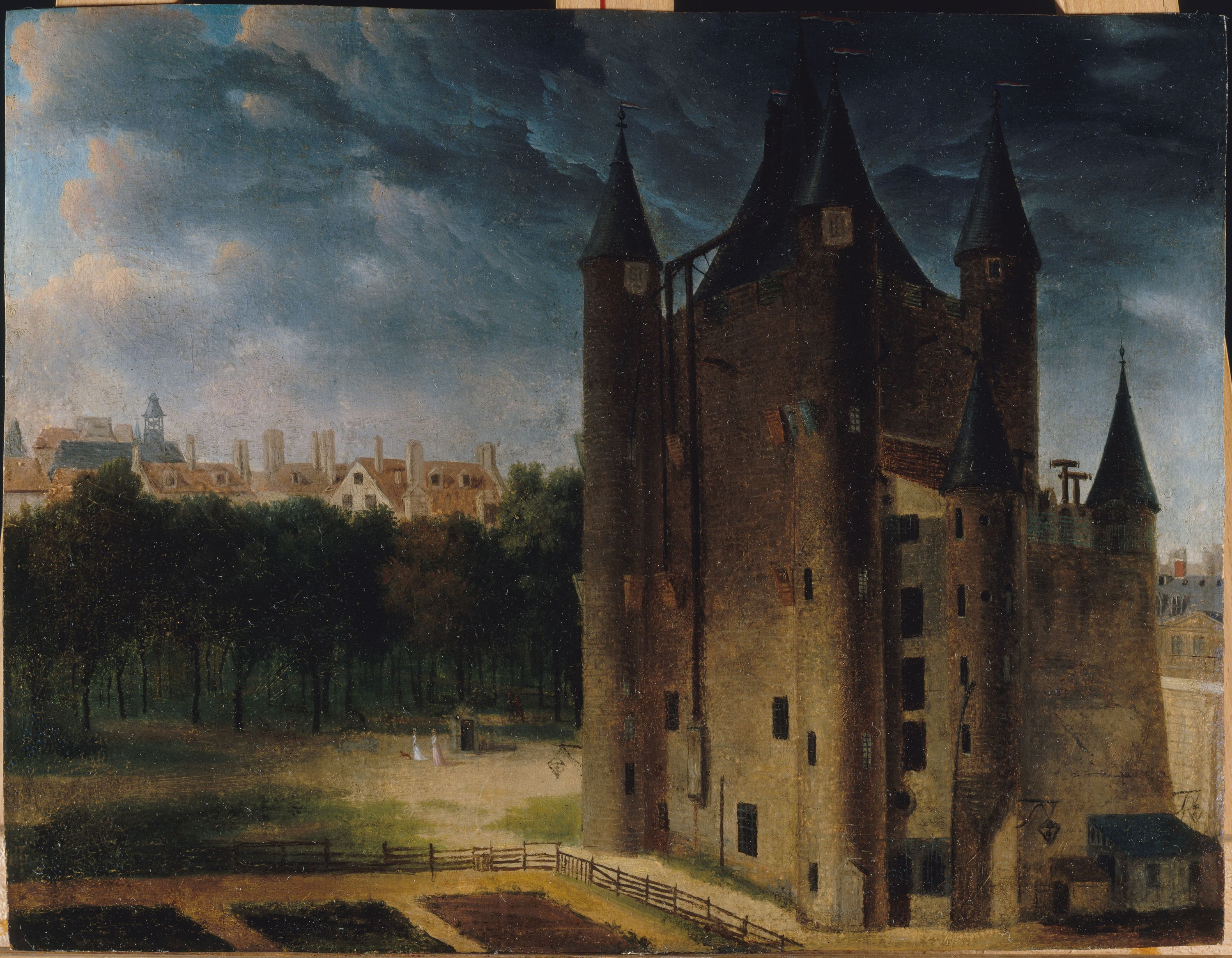
La Tour du Temple (anonyme, vers 1795), musée Carnavalet.

La monarchie prend fin à l'issue de la journée du 10 août 1792 : les bataillons de fédérés bretons et marseillais et les insurgés des faubourgs de Paris prennent le palais des Tuileries. L'Assemblée nationale législative suspend Louis XVI et l'incarcère, le 13 août, avec sa famille, à la tour du Temple. 
Minée par des nuits sans sommeil depuis les événements d’août et les Massacres de septembre 1792, elle se métamorphose physiquement. Un chirurgien du comte d’Artois qui la visite en décembre 1792 - à l’époque du procès de Louis XVI - dit qu’elle était devenue « méconnaissable ».
Une lettre de la marquise de Bombelles – informée par sa fille Mme Alissan de Chazet qui communique en secret avec les prisonniers – donne ces nouvelles au marquis de Raigecourt, époux de sa meilleure amie :
« J’ai eu comme vous les mêmes informations sur notre malheureuse princesse, sa maigreur est, dit-on, effrayante, mais la religion la soutient, et elle est l’ange consolateur de la reine, de ses enfants ; espérons qu’elle ni les siens ne succomberont à tant de maux. Comment pourrait-on se plaindre en ayant l’imagination remplie du douloureux tableau des habitants du Temple ? »

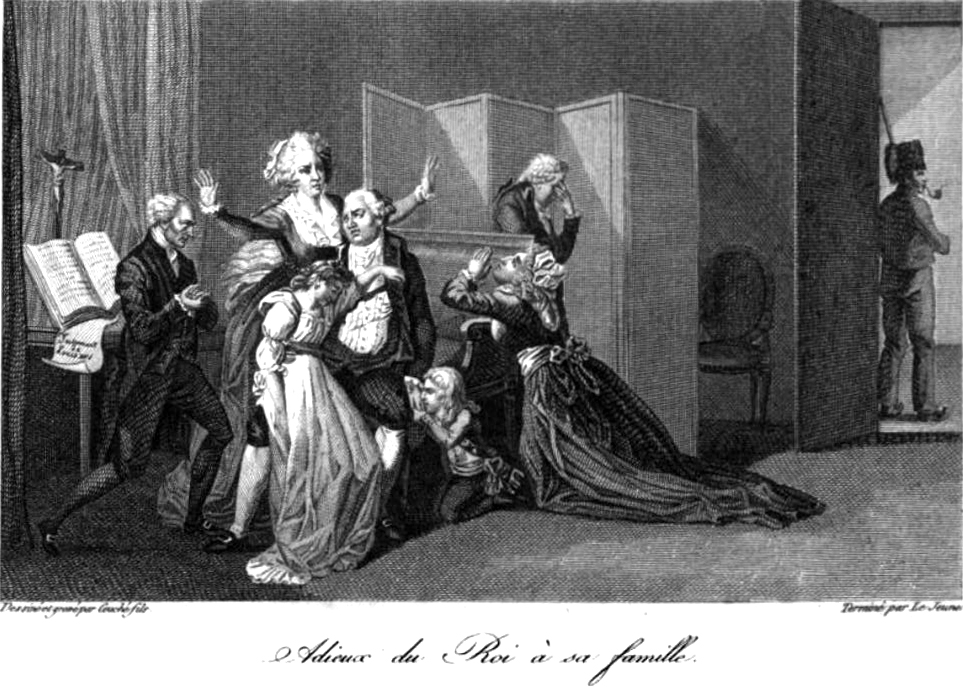
Les Adieux du roi à sa famille (gravure de Jacques Couché).

À la Prison du Temple, Élisabeth continua à communiquer avec l’extérieur, par l’intermédiaire de Mmes Thibault, Saint-Brice et de Jarjayes.
Le peintre Alexandre Kucharski, de l’aveu de Marie-Antoinette à son procès, parvint lui aussi jusqu’aux prisonnières dont il a laissé des effigies.
Le 21 janvier 1793, Louis XVI, condamné à mort par la Convention nationale, est guillotiné. Le 1er juillet , Louis-Charles de France dit « Louis XVII » est séparé de sa mère et pris en charge par le cordonnier Antoine Simon. Le 1er août, à l'issue du rapport de Bertrand Barère (député des Hautes-Pyrénées), membre du Comité de sûreté générale, Marie-Antoinette est déferrée devant le tribunal révolutionnaire et Élisabeth de France serait déportée après le jugement de celle-ci.
Quand Hébert, à l'automne 1793 demande que Madame Elisabeth soit guillotinée, Robespierre s'y oppose (le 21 novembre), faisant valoir que cette mort ne servirait pas la Révolution.
Pendant plus d'un an, l'ex-"Madame Élisabeth", ignorant l'exécution de sa belle-sœur, partageait sa cellule avec sa nièce de 15 ans sur laquelle elle veilla après l’exécution de ses parents et la séparation de son frère le petit "Louis XVII". À l'hiver 1793, on semblait les avoir oubliées.

### Procès et exécution
La Convention avait d’abord prévu qu’Élisabeth "Capet" fût expulsée de France, mais des documents, cités en octobre 1793 lors de l’instruction du procès de Marie-Antoinette, entraînent un décret de renvoi de la prisonnière devant le Tribunal révolutionnaire qui la condamne à la peine de mort. Durant le procès, à l'accusateur public qui la traite de « sœur d’un tyran », elle aurait répliqué : « Si mon frère eût été ce que vous dites, vous ne seriez pas là où vous êtes, ni moi, là où je suis !»[réf. nécessaire] »,

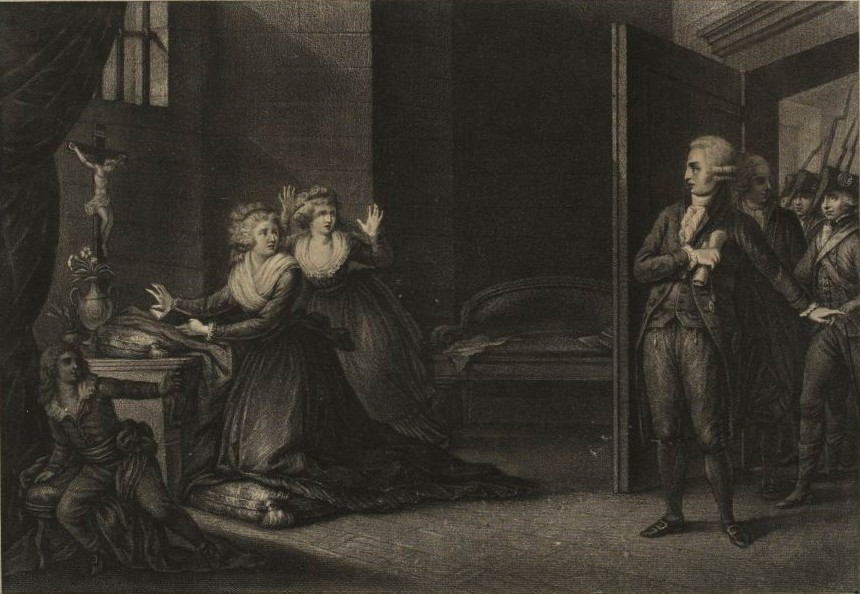
Madame Élisabeth emmenée à son supplice, gravure d'après Domenico Pellegrini, musée de la Révolution française.

 D'après le témoignage du libraire Maret, formulé sous L'Empire, Robespierre s'est à nouveau opposé à cette condamnation à mort, qu'il n'a cependant pu empêcher du fait des  pressions de "ce scélérat de Collot d'Herbois"  .
Le 10 mai 1794, elle est conduite en charrette à la place de la Révolution, la dernière d’un groupe de vingt-cinq personnes. C'est à ce moment qu'elle apprend de ses compagnons d'infortune le sort de Marie-Antoinette. Avant son exécution, elle réclame sans succès les secours d'un prêtre que Fouquier-Tinville refuse avec dérision.
Parce qu'elle est la condamnée au rang le plus élevé, Fouquier-Tinville l'avait désignée pour monter la dernière sur l’échafaud. Son fichu ayant glissé de ses épaules, elle se serait ainsi adressée au bourreau : « Au nom de la pudeur (ou selon les versions : au nom de votre mère), couvrez-moi monsieur ! ».
Son corps est jeté dans une des fosses communes du cimetière des Errancis. Après la Révolution, la dépouille n'a pu être identifiée, malgré le témoignage d'un fossoyeur qui a localisé la fosse commune. Les ossements, exhumés lors des travaux de percement d'avenues, sont placés aux catacombes de Paris avec ceux des autres condamnés.
Dans la Basilique de Saint-Denis, un médaillon la représente.

### Débat historique
La vie d'Elisabeth de France fut étudiée à de nombreuses reprises par les historiens. Plusieurs thèmes centraux se dégagent : tous s'accordent à dire qu'elle a fait réellement œuvre de charité mais que, par son éducation, elle s'avéra incapable d'évoluer et de comprendre la révolution, ce qui la conduisit à pousser le roi et la famille royale à commettre des erreurs politiques majeures. La plus importante étant de défendre une intransigeance absolue et au refus de tout compromis y compris avec les représentants favorables à une monarchie parlementaire. Cette ligne politique la conduisit à inciter à la désastreuse fuite à Varennes qui détruisit le reste de confiance du peuple envers le roi. Sa correspondance avec les émigrés et la découverte des lettres prouva la trahison. Pour d'autres, cette correspondance témoigne de sa compréhension du caractère implacable de la Révolution, de l'impuissance de la famille royale en résidence surveillée aux Tuileries, et de l'indécision de son frère. Elle était également très opposée à la Constitution civile du clergé qui remettait en cause à dessein les fondements du catholicisme en France.  
Les auteurs royalistes (surtout au XIXe siècle) ou liés à l'extrême-droite (surtout au XXe siècle) mirent le plus souvent en avant son attachement à la religion et sa défense de la royauté et incitèrent à la béatification.

### Acte de décès de Madame Élisabeth
L'acte de décès de Madame Élisabeth est rédigé le 20 mai 1794. L'original de l'acte a disparu lors de la destruction des archives de Paris en 1871 mais il a été plusieurs fois recopié :

« Du premier prairial de l'an deuxième de la République.

Acte de décès de Élisabeth-Philippine-Marie-Hélène Capet du vingt-et-un floréal, sœur de Louis Capet, âgée de 30 ans, native de Versailles, département de Seine-et-Oise.

Vu l'extrait du jugement du tribunal criminel révolutionnaire et du procès-verbal d'exécution, en date du vingt-et-un floréal.

Signé Deltroit, écrivain greffier. »

## Cause de béatification

### Phase diocésaine
Madame de Genlis rapporte dans ses Mémoires qu’une odeur de rose se serait répandue place de la Révolution au moment de son exécution. Encore faut-il vérifier l’authenticité des faits relatés dans les documents attestant de sa réputation de sainteté.
C'est l'enjeu du procès diocésain en vue d'une éventuelle béatification qui est officiellement ouvert le 23 décembre 1953 par le cardinal Maurice Feltin, archevêque de Paris. À partir de ce moment, la princesse est désignée comme Servante de Dieu.
En 2016, le cardinal André Vingt-Trois, archevêque de Paris, réactive la cause de sa béatification. Il nomme comme  postulateur de la cause l’abbé Xavier Snoëk . En effet, si la grande piété de la sœur de Louis XVI, ses actes de charité et l’abnégation dont elle a fait preuve en restant auprès de la famille royale jusqu’au don ultime de sa vie ont suscité jusque dans les années 1960 une réelle fascination, l’engouement pour sa personne semble s’essouffler. Et a pour cause une méconnaissance à son égard, selon l’abbé Xavier Snoëk : « Aujourd’hui, on ne sait plus vraiment qui elle est ». Or sans une certaine renommée, Elisabeth de France perd des chances d’être invoquée et par là même, de provoquer le miracle nécessaire à sa béatification.
Le 15 novembre 2017, le cardinal Vingt-Trois, après avis de la Conférence des évêques de France et l'accord de la Congrégation pour les causes des saints, décide la réouverture du procès diocésain.

### Troisième voie vers la béatification
Le motu proprio Maiorem hac dilectionem (« Il n’est pas de plus grand amour que de donner sa vie pour ceux qu'on aime » – référence à l'Evangile selon saint Jean 15,13) -, promulgué par le pape François le 11 juillet 2017, a ouvert une troisième voie vers la béatification, aux côtés de l’héroïcité des vertus et du martyre : celle de l’offrande de la vie.
Le texte évoque une « offrande libre et volontaire de la vie », ainsi qu’une « héroïque acceptation, à cause de l’amour, d’une mort certaine et à brève échéance ». « Un lien entre l’offrande de la vie et la mort prématurée » doit être vérifié. Le postulateur estime qu' Elisabeth de France rentre tout à fait dans les critères fixés par le motu proprio. Elle ne peut pas prétendre au titre de martyr dans la mesure où l’acte d’accusation ne fait aucune référence à sa religion. Elle n'a donc pas été tuée in "odium fidei", en haine de la foi. Mais elle meurt de mort violente parce qu’elle est restée auprès des siens par charité.
Néanmoins, l’offrande de la vie ne suffit pas à la béatification. La reconnaissance d’un miracle survenu après sa mort et obtenu par son intercession demeure nécessaire.

## Armes de Madame Élisabeth
En tant que fille de France non mariée, Madame Élisabeth portait les armes de France, d'azur à trois fleurs de lys d'or sur un écu en losange, utilisé par les femmes.

## Titulature
- 3 mai 1764 – 10 mai 1794 : Son Altesse Royale Madame Élisabeth, fille de France

## Littérature

### Roman pour enfants
- Annie Jay, Elisabeth princesse à Versailles, Albin Michel Jeunesse, septembre 2015- aujourd'hui,  (ISBN 2226315713).
- Marie-Claude Monchaux, La petite poupée de Versailles: Madame Elisabeth, Pierre Téqui, 2006.

### Bibliographie

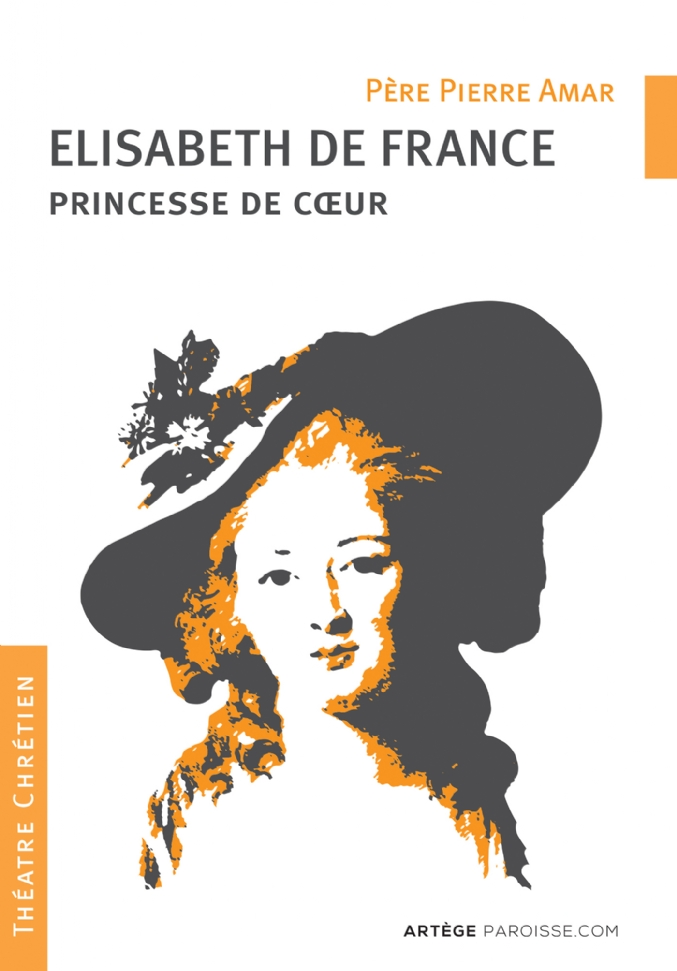

### Iconographie
- Olivier Blanc, Portraits de femmes, artistes et modèles à l’époque de Marie-Antoinette, Paris, Éditions Didier Carpentier, 2006.